# Shinichi Sato
Shinichi Sato (佐藤 真一 Sato Shinichi?,  nacido el 14 de septiembre de 1975 en Saga) es un exfutbolista japonés. Jugaba de delantero y su último club fue el Sagan Tosu de Japón.

## Trayectoria

### Clubes
| Club         | País  | Año         |
| ------------ | ----- | ----------- |
| Cerezo Osaka | Japón | 1994 - 1996 |
| Sagan Tosu   | Japón | 1997 - 1999 |